# Shanti Masud
Shanti Masud est une réalisatrice française.

## Biographie
Shanti Masud a suivi des études de cinéma à l'Université Paris-VIII, ainsi qu'une formation documentaire sous la direction de Claire Simon puis d’Henri-François Imbert. 
Elle a réalisé de nombreux courts métrages et clips à partir de 2004 .

## Filmographie
- 2004 : L'Appel
- 2006 : That's where we want to go
- 2009 : But We Have the Music - Best Short Film Award au Chicago Cimmfest, 2009
- 2010 : Don't Touch Me Please - Special Jury Award au Chicago Cimmfest, 2010
- 2013 : Pour la France - Prix de la presse au Festival Côté court de Pantin 2013 et Prix Format Court au Festival du film de Vendôme 2013
- 2014 : Métamorphoses
- 2014 : Undead Woman
- 2014 : While the Unicorn Is Watching Me - Prix Sacem de la meilleure musique originale  (compositeur Olivier Marguerit) au Festival Côté court de Pantin 2015
- 2016 : Jeunesse
- 2018 : Ciné-Lettre